# Urodinychidae
Urodinychidae (лат.) — семейство почвенных клещей из надотряда Parasitiformes (Uropodina). 13 родов и 267 видов. Семейство было выделено в 1917 году итальянским энтомологом Антонио Берлезе (Antonio Berlese; 1863—1927). Встречаются всесветно.

## Описание
Мелкие почвенные клещи, встречающиеся также в навозе, гуано, гнёздах млекопитающих и насекомых. Дейтонимфы часто форетичны на жуках. Внутренний край маргинальной пластинки фестончатый (волнистый). Тритостернум (Tritosternum) покрыт тазиками передних ног. Желобки для ног хорошо развиты. Престернальные сеты (щетинки) отсутствуют, эпигенальная пластинка также без сет (Uropodina); латеральные пластинки отсутствуют.

## Палеонтология
Дейтонимфы современного рода Uroobovella, прикрепленные к жуку-усачу, были обнаружены в балтийском янтаре. Это первая находка семейства в ископаемом состоянии и древнейшая для всего подотряда Uropodina.

## Классификация
- Urodinychus Berlese, 1903
  - Urodinychus carinata (Berlese, 1888)
- Uroobovella Berlese, 1903 
  - Синонимы: Allodinychus Trägårdh, 1943, Austruropoda Womersley, 1955, Caluropoda Berlese, 1916, Dendrouropoda Willmann, 1959, Dinychopsis Berlese, 1916, Dinychura Berlese, 1913, Fuscouropoda Vitzthum, 1924, Indrotrachytes Deb & Raychandhuri, 1965, Neoseius Oudemans, 1904, Olouropoda Berlese, 1916, Paradinychus Berlese, 1916, Paulitzia Oudemans, 1915, Phaulodiaspis Vitzhum, 1925, Phaulotrachytes Valle, 1954, Polyaspidiella Berlese, 1910, Prodinychus Berlese, 1918, Styluropoda Trägårdh, 1952, Trachyxenura Leitner, 1947, Urociclella Berlese, 1913, Urocyclellopsis Willmann, 1953, Urosternella Berlese, 1903
- Vinicoloraobovella Hirschmann, 1979
  - Vinicoloraobovella rubra (Athias-Binche, 1983)